# Віковий дуб (Ровеньки)
Віковий дуб — ботанічна пам'ятка природи місцевого значення в місті Ровеньки, на території парку імені Героїв Великої Вітчизняної війни. Загальна площа — 0,01 га.
Ботанічна пам'ятка отримала статус згідно з рішенням виконкому Луганської обласної Ради народних депутатів № 251 від 1 серпня 1972 року, рішенням виконкому Ворошиловградської обласної Ради народних депутатів № 247 від 28 червня 1984 року.
Пам'ятка природи являє собою дуб-велетень віком близько 200 років. Висота дерева — 17,0 м, діаметр стовбура — 2,0 м, діаметр крони — 23,0 м.